# Ignacy Jaeger
Ignacy Jaeger (ur. 1883 w Stryju, zm. 1933 we Lwowie) – przemysłowiec, działacz społeczny, poseł na Sejm III kadencji.

## Życiorys
Urodził się w Stryju, lecz przeprowadził się do Lwowa. Miał tam zakłady graficzne. Prowadził aktywną działalność społeczną. Zasiadał w prezydium miejscowego kahału, był członkiem Rady Miasta, Izby Przemysłowo-Handlowej we Lwowie i innych organizacji. W latach 1930–1933 sprawował mandat posła na Sejm III kadencji, w trakcie której zmarł.